# Paul Werner Hoppe
Paul Werner Hoppe (* 28. Februar 1910 in Berlin; † 15. Juli 1974 in Bochum) war ein deutscher SS-Führer und Kommandant der Konzentrationslager Stutthof und Wöbbelin.

## Werdegang
Hoppes Vater war Architekt, der bereits 1912 verstarb, Hoppe wuchs daher unter dem Einfluss seines Patenonkels auf, der bildungsbürgerlichen, demokratischen Kreisen zugerechnet wurde. Nach Abitur und Gärtnerlehre begann Hoppe im Herbst 1931, an der Technischen Hochschule Berlin Garten- und Landschaftsbau zu studieren.
Am 1. Juni 1932 schloss Hoppe sich dem Nationalsozialistischen Deutschen Studentenbund an und überwarf sich mit seinem Onkel, der ihm bis dahin Wohnung und Unterstützung gewährt hatte. Hoppe trat der Studenten-SA bei, nahm an paramilitärischen Lehrgängen teil und wurde Anfang 1933 Mitglied der SS. Sein Studium führte er nicht zum Abschluss. Zum 1. April 1933 trat er der NSDAP bei (Mitgliedsnummer 1.596.491).
Im Herbst 1934 wurde Hoppe zur SS-Führerausbildung angemeldet und begann einen vorbereitenden Infanterie-Lehrgang. Im April 1935 wurde er zum Führerlehrgang der SS-Junkerschule Braunschweig zugelassen. Danach absolvierte Hoppe einen Lehrgang im KZ Dachau, wurde im April 1936 in das SS-Führerkorps aufgenommen und Zugführer der Wachmannschaft des KZ Lichtenburg.
Im Jahre 1936 ehelichte er Charlotte Baranowski, eine Tochter des Kommandanten von Lichtenburg und später des KZ Sachsenhausen, Hermann Baranowski. Ab 1938 war Hoppe in führender Stellung am Ausbau der SS-Totenkopfverbände tätig, nachdem er bereits im Juli 1937 zum Adjutanten der 1. SS-Totenkopfstandarte „Oberbayern“ befördert worden war. Im November 1938 wurde er Adjutant von Theodor Eicke, dem Leiter der Inspektion der Konzentrationslager, in Dachau.
Nach Beginn des Zweiten Weltkrieges wurde Hoppe von Eicke zum Divisionsadjutanten der SS-Totenkopf-Division ernannt und nahm zunächst wahrscheinlich am Überfall auf Polen und anschließend am „Westfeldzug“ teil. Ab 1941 war Hoppe an der Ostfront eingesetzt. Im Frühjahr 1942 wurde er in der Kesselschlacht von Demjansk verwundet. Nach dem Lazarettaufenthalt wurde Hoppe, der als nicht mehr kriegsverwendungsfähig galt, ab dem 1. September 1942 als Kommandant im KZ Stutthof eingesetzt. Mit dieser Versetzung erfolgte seine Beförderung zum SS-Sturmbannführer. Richard Glücks, seit November 1939 Inspekteur der Konzentrationslager, begründete die Entscheidung, Hoppe als Lagerkommandant einzusetzen, folgendermaßen:
„Hoppe war Zugführer und Regimentsadjutant bei der ehemaligen SS-Totenkopfstandarte Oberbayern. In diesen Dienststellungen hat er den inneren und äußeren Dienst in einem Konzentrationslager von Grund auf kennengelernt. Weiter hat er als Adjutant des SS-Obergruppenführers Eicke, als er noch Inspekteur der Konzentrationslager war, Einblick in alle Fragen der Konzentrationslager genommen. Ich halte ihn aus diesem Grunde zur Verwendung als Lagerkommandant für besonders geeignet. SS-Hauptsturmführer Hoppe ist mir aus der Zeit, als er in der 1. SS-Totenkopfstandarte Oberbayern Dienst tat und besonders, als er Adjutant des SS-Obergruppenführers Eicke war, persönlich gut bekannt. Hoppe ist ein außerordentlich begabter und weit über dem Durchschnitt kluger SS-Mann. Er hat seinen Dienst stets zur Zufriedenheit seiner Vorgesetzten versehen. Hervorheben möchte ich, das er durch seinen charakterlichen Ernst und dadurch, das er frei von Schwächen ist, mir besonders geeignet für die Dienststellung eines Lagerkommandanten erscheint.“
Ab Sommer 1944 kamen 47.000 jüdische Häftlinge aus östlichen Lagern nach Stutthof. Hoppe schickte „arbeitsunfähige“ Juden oft weiter nach Auschwitz. Andere ließ er im eigenen „Judenlager“ selektieren und durch Giftspritzen oder Genickschüsse ermorden. Im Herbst 1944 wurde ein Eisenbahnwaggon als Gaskammer umgerüstet und kurzzeitig zur Tötung benutzt.
Seit Anfang 1945 spielte Hoppe eine wichtige Rolle bei der Evakuierung der Konzentrationslager im nördlichen Teil des Reiches. Er ließ als Verantwortlicher das KZ Wöbbelin als Ausweichlager für das KZ Neuengamme herrichten und befahl die Räumung des Lagers in Stutthof. Die letzten Häftlinge wurden von dort auf dem Seeweg in die Lübecker Bucht geschafft und fielen bei Neustadt (Holstein) einem Massaker zum Opfer. Kurz vor der Kapitulation der Wehrmacht wurde Hoppe noch zum SS-Obersturmbannführer befördert.

## Nach Kriegsende
Hoppe flüchtete Anfang Mai 1945 über die Rattenlinie Nord nach Flensburg, wo er offenbar gefälschte Papiere erhielt und untertauchte. Im April 1946 wurde er gefasst, konnte aber im Herbst 1949 aus dem Internierungslager in die Schweiz flüchten. Im Dezember 1952 kehrte er nach Deutschland zurück und wurde im April 1953 verhaftet. Hoppe bestritt eine Beteiligung am Massaker bei Neustadt. 1955 wurde er vom Landgericht Bochum zu fünf Jahren und drei Monaten Haft verurteilt. Das Gericht stufte ihn als „irregeleitet und verführt“ ein. Der Bundesgerichtshof hob das Urteil auf. 1957 wurde er in zweiter Instanz wegen seiner Tätigkeit in Stutthof zu neun Jahren Zuchthaus verurteilt.
Ende 1960 wurde Hoppe entlassen und führte ein unauffälliges Leben bis zu seinem Tod im Jahre 1974.